# Amsacta moorei
Amsacta moorei är en fjärilsart som beskrevs av Butler 1876. Amsacta moorei ingår i släktet Amsacta och familjen björnspinnare. Inga underarter finns listade i Catalogue of Life.